# Petra Hinze
Petra Hinze (ur. 20 kwietnia 1955 w Aue) – niemiecka biegaczka narciarska reprezentująca barwy NRD, srebrna medalistka mistrzostw świata.

## Kariera
Nigdy nie startowała na zimowych igrzyskach olimpijskich. W 1974 roku wystartowała na mistrzostwach świata w Falun. Osiągnęła tam największy sukces w swojej karierze wspólnie z Sigrun Krause, Barbarą Petzold i Veroniką Schmidt wywalczyła srebrny medal w sztafecie 4x5 km. Po zakończeniu kariery sportowej została aktorką.

## Osiągnięcia

### Mistrzostwa świata
| Miejsce | Dzień     | Rok  | Miejscowość | Konkurencja            | Czas biegu | Strata   | Zwyciężczyni    |
| ------- | --------- | ---- | ----------- | ---------------------- | ---------- | -------- | --------------- |
| 30.     | 18 lutego | 1974 | Falun       | 5 km stylem klasycznym | 15:17,42   | +1:17,66 | Galina Kułakowa |
| 2.      | 24 lutego | 1974 | Falun       | Sztafeta 4x5 km        | 1:02:57,39 | +11,75   | ZSRR            |